# Mallasandra Katte, Gubbi
Mallasandra Katte là một làng thuộc tehsil Gubbi, huyện Tumkur, bang Karnataka, Ấn Độ.